# Étienne Mulsant
Martial Étienne Mulsant (2. března 1797 – 4. listopadu 1880) byl francouzský entomolog a ornitolog.
Mulsant, původně zaměstnaný jako obchodník, napsal Lettres à Julie sur l'entomologie, suivies d'une description méthodique de la plus grande partie des insectes de France, ornées de planches… Dopisy Julii o entomologii, následované metodickým popisem největší části hmyzu Francie s dekorativními tabulemi..., kterou věnoval své budoucí ženě Julii Ronchivoleové.
V roce 1817 se stal starostou města Saint-Jean-la-Bussière. V roce 1830 se usadil v Lyonu, v roce 1839 dostal místo asistenta knihovníka a v roce 1843 post profesora přírodních věd na univerzitě, který zastával až do roku 1873.
V roce 1840 publikoval dílo Histoire naturelle des Coléoptères de France, Přírodní historie brouků Francie, společně s dalšími entomology jako byli: Antoine Casimir Marguerite , Eugene Foudras (1783–1859) a Claudius Rey (1817–1895), jeho dřívější student. Jeho bývalými studenty byli také Francisque Guillebeau (1821–1897) a Valéry Mayet (1839–1909).
Společně s Jean Baptist Édouard Verreauxem (1810–1868) napsal Histoire naturelle des punaises de France Přírodní historie polokřídlých Francie v letech 1865 až 1879. Publikoval též učební texty ze zoologie a geologie. Po mnoho let byl presidentem Linnéovy společnosti v Lyonu. Zajímal se též o ptactvo a publikoval též několik studií, které sehrály úlohu v profesionálním odchytu malých ptáků. V roce 1868 napsal Lettres à Julie sur l'ornithologie Dopisy Julii o entomologii.
Mulsantův kolibřík, Acestrura mulsanti, byl v roce 1842 podle něho pojmenován Julesem Bourcierem (1797–1873). Mulsant a Bourcier byli autory popisu mnoha nových druhů.